# Мельничук Богдан Іванович (письменник та перекладач)
Богда́н Іва́нович Мельничу́к (творче ім'я: Богдан Мельничук) (19 лютого 1937, Олешків, Снятинського повіту, Станіславське воєводство, Польща — 21 липня 2025, Чернівці, Україна) — український філолог, поет, публіцист, журналіст, педагог, перекладач. Заслужений працівник освіти України.

## Життєпис
Народився у селянській родині. Батько його загинув на фронті в січні 1945 року.
Після Заболотівської середньої школи навчався на філологічному факультеті Чернівецького університету. Згодом працював учителем, журналістом обласної газети «Радянська Буковина», закінчив аспірантуру при кафедрі української літератури Чернівецького університету, захистив кандидатську та докторську дисертації.
Згодом став професором кафедри української літератури Чернівецького національного університету ім. Федьковича.
Як поет Б. Мельничук сформувався під час навчання в університеті, він видав добірку віршів «Розквітай, мій краю!» (1959), що стала певним набутком тодішнього літературного процесу.
Перша добірка Мельничука увиразнила домінанти його творчої манери- високу громадянськість і тонкий ліризм. Загалом поезія Мельничука відзначалася ідейно-тематичним багатством та жанровою різноманітністю. Свої твори поет адресує і наймолодшим читачам; охоче звертається до жанру усмішки, літературної пародії та епіграми («Пегасові копита», 2001).
Окремі його твори перекладено російською, румунською, польською, італійською та їдиш. Про враження від поїздки до Канади Мельничук розповів у художньо-публіцистичній книзі «Канадські зустрічі» (1988).
Як літературознавець Мельничук є автором першого в Україні монографічного дослідження теорії та історії драматичної поеми («Драматична поема як жанр», 1981), книги «Випробування істиною: Проблема історичної та художньої правди в українській історико-біографічній літературі (від початків до сьогодення)» (1996) та багато інших праць.

## Творчі набутки

### Окремі видання
- Розквітай, мій краю! (Поезії). -Чернівці, 1959;
- Журавлиний міст: Поезії. -Ужгород: Карпати, 1981.
- Драматична поема як жанр: Літературпо-критичний нарис-К.: Дніпро, 1981
- Канадські зустрічі: Художньо-публіцистичні оповіді.-К.:Рад. письменник, 1988.
- Олешківський меридіан: Поезії. -Ужгород: Карпати, 1989;
- Випробування істиною: Проблема історичної та художньої правди в українській історико-біографічній літературі (від початків до сьогодення).-К.: ВЦ «Академія», 1996.
- Пегасові копита: Миттєвості літературного буття в епіграмах, пародіях, шаржах, із поза літературним антрактом у тому ж дусі, передмовою та післямовою. -Чернівці: Місто, 2001

### Публікації в колективних збірках
- «Людина до сонця іде!» (1961);
- «Два життя» (1969);
- «Від Дністра до Черемошу» (1969);
- «Живи. Україно!» (1971);
- «Живий у пам'яті народній» (1975);
- "Планета МОЛОДОСТІ — цілина (1979).

### В журналах (в різні роки)
- «Вітчизна»;
- «Жовтень»;
- «Ранок»;
- «Совєтіш Геймланд» та ін.
- альманасі «Радянська Буковина» (1960),

## Нагороди
- Заслужений працівник освіти України (6 листопада 2009) — за значний особистий внесок у розвиток української писемності та мови, вагомі досягнення у професійній діяльності[1]
- Літературна премія імені Дмитра Загула (1994);
- Літературно-мистецька премія імені Сидора Воробкевича (1998);
- Премія імені Юрія Федьковича (2000);
- Літературно-мистецька премія імені Марка Черемшини (2002);
- Медаль «Поезія — за мир. 1995»;
- Медаль «Поезія — за мир. 2002»;
- Спеціальні дипломи літературно-мистецького журналу «Artecultura» (Мілан);
- Відзнака Президента України — ювілейна медаль «25 років незалежності України» (2016);[2]
- Літературно-мистецька премія імені Ольги Кобилянської (2016).[3]